# 金首露
金首露王，传说是朝鲜三国时期金官伽倻的创建者，伽倻联盟的首领。韩国金海市有一座金首露王陵。韩国大概600万金海金氏和金海许氏推崇首露王为始祖。

## 建国传说
传说有6个金蛋从天而降，6位王子从金蛋中破壳而出。首露王是第一个破壳而出，故名首露王。后来，6位王子分别建立起6个伽倻王国，首露王成了伽倻的首领。

## 家庭
根据传说，首露王的王后许黄玉是位自称来自印度阿踰陀的公主，于48年乘船来到伽倻。首露王和阿踰陀公主生有10个儿子，其中的两个用母姓。此传说被记录在《駕洛國記》，并被《三国遗事》引用。